# Hirschegg (Gemeinde Hirschegg-Pack)
Hirschegg ist eine vormalige Gemeinde (mit 654 Einwohnern am 31. Oktober 2013) und Ortschaft mit 596 Einwohnern (Stand 1. Jänner 2024) in der Steiermark im Gerichtsbezirk bzw. Bezirk Voitsberg. Im Rahmen der Gemeindestrukturreform in der Steiermark ist Hirschegg seit 2015 mit der Gemeinde Pack zusammengeschlossen; die neue Gemeinde führt den Namen Hirschegg-Pack. Grundlage dafür ist das Steiermärkische Gemeindestrukturreformgesetz – StGsrG.

## Geografie

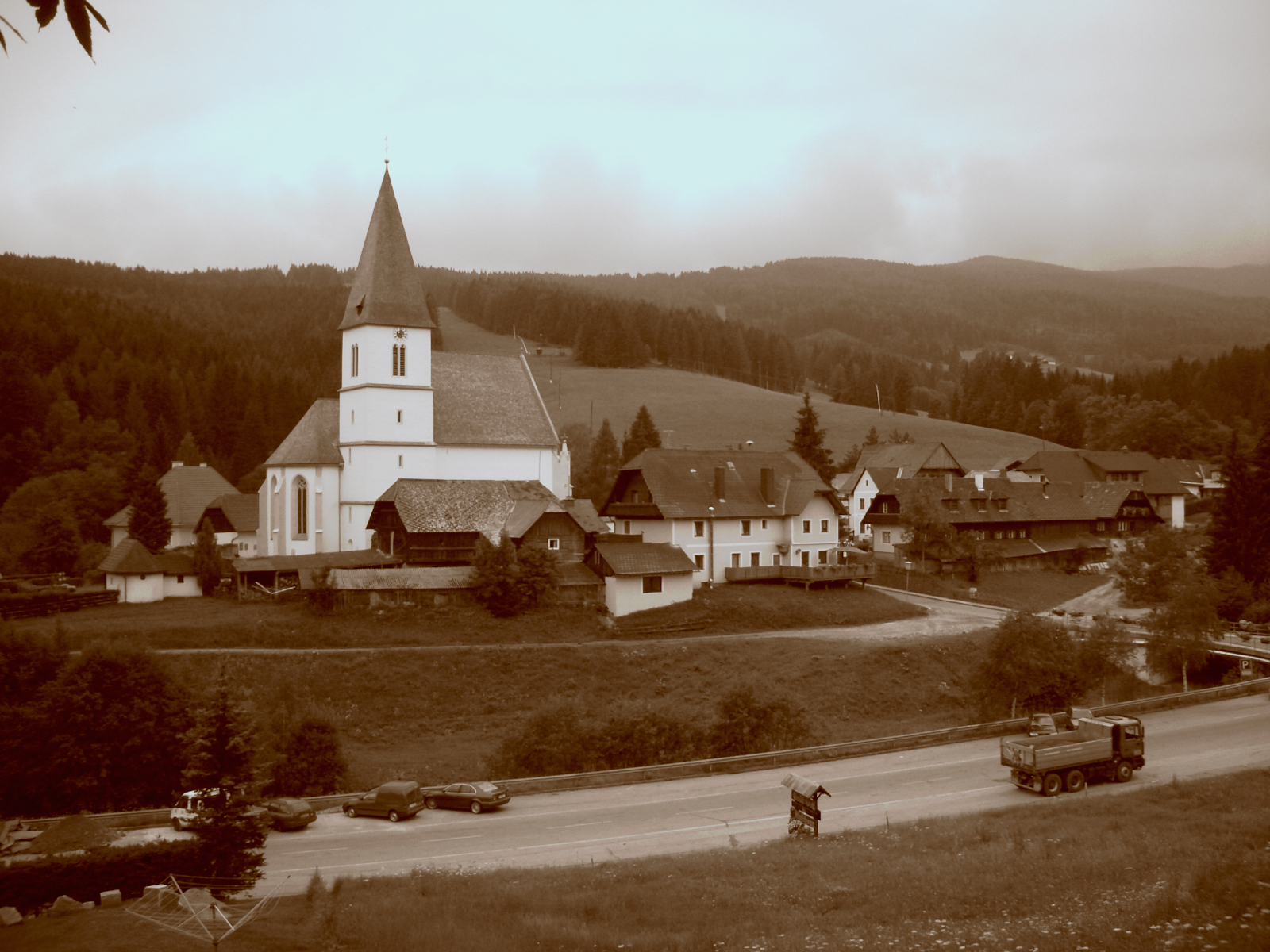
Ortsansicht von Hirschegg

Das Bergdorf Hirschegg liegt in der Weststeiermark, ca. 14 km westlich der Bezirkshauptstadt Voitsberg. Die Berge und Almen ringsum erheben sich bis auf 1999 Meter. Die westlich gelegene Packalpe bildet die Grenze zum Kärntner Lavanttal, die Stubalpe im Norden zum Murtal in der Obersteiermark.

### Ehemalige Gemeindegliederung
Die Gemeinde Hirschegg bestand aus zwei Katastralgemeinden (Fläche Stand 31. Dezember 2023):
- Hirschegg-Piber (2.424,21 ha)
- Hirschegg-Rein (3.558,98 ha)

### Nachbargemeinden bis Ende 2014
|                               | Amering, Reisstraße                         |                      |
| Reichenfels                   | Kompassrose, die auf Nachbargemeinden zeigt | Gößnitz, Edelschrott |
| Bad St. Leonhard im Lavanttal | Preitenegg                                  | Pack, Edelschrott    |

## Politik
Bürgermeister war bis Ende 2014 Gottfried Preßler von der ÖVP.
Der Gemeinderat bestand aus neun Mitgliedern und setzte sich seit der Gemeinderatswahl 2010 aus Mandaten der folgenden Parteien zusammen:
- 7 ÖVP – stellte Bürgermeister und Vizebürgermeister
- 2 SPÖ

### Wappen
Die Verleihung des Gemeindewappens erfolgte mit Wirkung vom 1. Jänner 1993. Blasonierung (Wappenbeschreibung):
„In Blau auf rotem Schildfuß ein herschauender ruhender goldener Hirsch.“

## Kultur und Sehenswürdigkeiten
- Die spätgotische Pfarrkirche Mariä Namen Hirschegg wurde zwischen 1480 und 1490 errichtet und war bis 1686 dem Stift St. Lambrecht inkorporiert. Spätgotische Altarfiguren des ehemaligen Flügelaltares von Bildhauer Hans Klocker sind erhalten.

## Persönlichkeiten
- Rochus Kohlbach (1892–1964), in Hirschegg geboren, Theologe, Schriftsteller und Kunsthistoriker
- Robert Holzmann (* 1949), Wirtschaftswissenschaftler und Nationalbank-Gouverneur, lebt und arbeitet hier